# Minkovice (Višňová)
Minkovice (deutsch Minkwitz) ist ein Ortsteil der Gemeinde Višňová in Tschechien. Er liegt fünf Kilometer nordwestlich des Stadtzentrums von Frýdlant an der Grenze zu Polen und gehört zum Okres Liberec.

## Geographie
Minkovice liegt im Isergebirgsvorland am linken Ufer der Smědá an der Einmündung des Baches Minkovický potok. Nordöstlich erhebt sich der Kamenáč (304 m), im Südosten der Holubí vrch (Langefichte, 358 m), südwestlich der Świniec (365 m) und im Westen der Lipniak. Am östlichen Ortsrand verläuft die Bahnstrecke Liberec–Zawidów.
Nachbarorte sind Višňová im Norden, Poustka und Nové Pertoltice im Nordosten, Arnoltice und Dolní Řasnice im Osten, Údolí im Südosten, Víska im Süden und Bogatynia im Südwesten. Anstelle der westlich und nordwestlich in Polen gelegenen Ortschaften Strzegomice (Dornhennersdorf) und Wigancice Żytawskie befinden sich Abraumhalden des Tagebaus  Turów.

## Geschichte
Das Oberlausitzer Rittergut Niederweigsdorf wurde im 17. Jahrhundert stark zersplittert. Die Anteile gehörten nach dem Prager Frieden von 1635 sowohl zum Kurfürstentum Sachsen als auch zum Königreich Böhmen. Einer davon war das zu Sachsen gehörende Niedervorwerk Niederweigsdorf.
Im Jahre 1768 gründete der Besitzer des Niedervorwerks, Caspar Heinrich von Minckwitz, auf einer zum Gut gehörigen Exklave an der Wittig in der böhmischen Herrschaft Friedland das Dorf Neu-Minkwitz. 1788 erwarb Johann Georg von Einsiedel das Niedervorwerk Niederweigsdorf mit Neu-Minkwitz und schlug das Gut seiner Standesherrschaft Reibersdorf zu. Im 19. Jahrhundert setzte sich der Ortsname Minkwitz durch. Pfarrort war Weigsdorf. Infolge des Grenzrezesses zwischen Sachsen und Böhmen von 1848 wurden große Teile der Niedervorwerksfluren sowie die Exklave Minkwitz und Dörfel an Böhmen übergeben, wodurch sie Teil der neu gebildeten Gemeinde Böhmisch Weigsdorf wurden.
Nach der Aufhebung der Patrimonialherrschaften bildete Minkwitz ab 1850 einen Ortsteil der Gemeinde Böhmisch Weigsdorf im Bunzlauer Kreis und Gerichtsbezirk Friedland. Ab 1868 gehörte das Dorf zum Bezirk Friedland. Zwischen 1872 und 1875 erfolgte der Bau der Bahnstrecke Reichenberg-Seidenberg. Zum Ende des 19. Jahrhunderts wurde Minkvic als tschechische Namensform verwendet, seit 1924 wird der Name Minkovice gebraucht. Nach dem Münchner Abkommen erfolgte 1938 die Angliederung an das Deutsche Reich; bis 1945 gehörte Minkwitz zum Landkreis Friedland. Nach dem Ende des Zweiten Weltkrieges kam Minkovice zur Tschechoslowakei zurück, in den Jahren 1946 und 1947 wurden die meisten deutschböhmischen Bewohner vertrieben. Im Zuge der Auflösung des Okres Frýdlant wurde Minkovice 1960 dem Okres Liberec zugeordnet. 1991 hatte Minkovice 129 Einwohner. Im Jahre 2001 bestand das Dorf aus 46 Wohnhäusern, in denen 124 Menschen lebten.
In Minkovice wird jährlich der Maibaum mit einem Volksfest gesetzt.

## Ortsgliederung
Minkovice ist Teil des Katastralbezirkes Višňová u Frýdlantu.